# Munera
Munera é um município da Espanha na província de Albacete, comunidade autónoma de Castilla-La Mancha, de área 229,43 km² com população de 3429 habitantes (2020) e densidade populacional de 14,9 hab/km².

## Demografia
| Variação demográfica do município entre 1991 e 2020 | Variação demográfica do município entre 1991 e 2020 | Variação demográfica do município entre 1991 e 2020 | Variação demográfica do município entre 1991 e 2020 | Variação demográfica do município entre 1991 e 2020 |
| --------------------------------------------------- | --------------------------------------------------- | --------------------------------------------------- | --------------------------------------------------- | --------------------------------------------------- |
| 1991                                                | 1996                                                | 2001                                                | 2004                                                | 2020                                                |
| 4087                                                | 4168                                                | 3973                                                | 3997                                                | 3429                                                |